# Konfederacja Zbigniewa Oleśnickiego

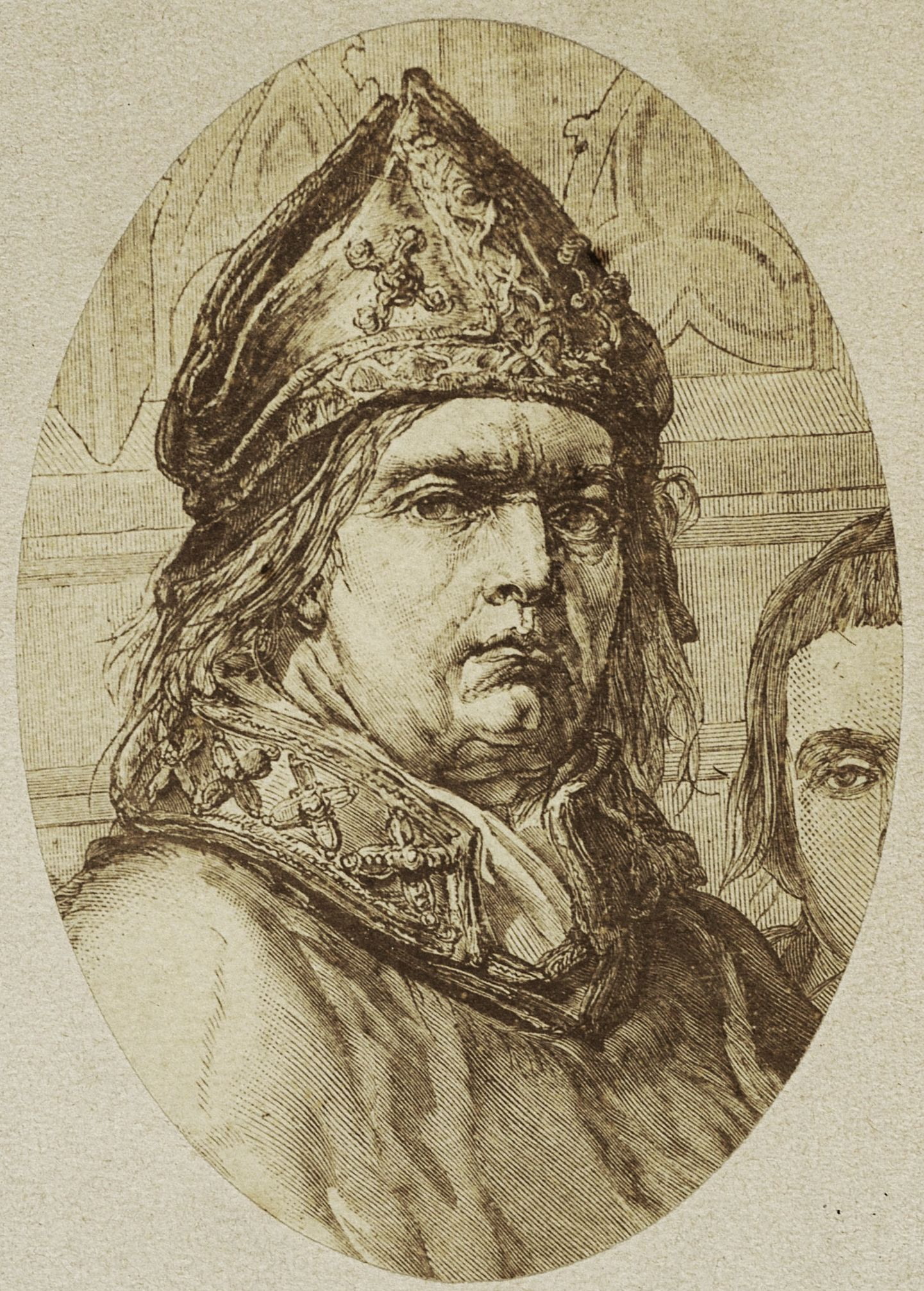
Zbigniew Oleśnicki (1389-1455)

Konfederacja Zbigniewa Oleśnickiego (także konfederacja korczyńska) – konfederacja zawiązana 25 kwietnia 1438 w Nowym Mieście Korczynie pod wodzą biskupa Zbigniewa Oleśnickiego za rządów małoletniego Władysława III.
Konfederacja była wymierzona przeciwko opozycji szlacheckiej sprzyjającej czeskiemu husytyzmowi i zabiegom o koronę czeską dla Jagiellonów. Sygnatariusze konfederacji zobowiązywali się do walki z każdym „kto by błędy kacerskie szerzył”.
Odpowiedzią na jej zawiązanie była Konfederacja Spytka z Melsztyna.